# Новониколаевка (Покровский район, Донецкая область)
Новоникола́евка (укр. Новомиколаївка) — село на Украине, находится в Покровском районе Донецкой области. Расположено на реке Солёная.
Код КОАТУУ — 1422756303. Население по переписи 2001 года составляет 231 человек. Почтовый индекс — 85334. Телефонный код — 623.

## Адрес местного совета
85334, Донецкая область, Покровский р-н, пгт. Удачное, ул. Железнодорожная, 53, тел. 5-33-5-16